# Henry Deane
Henry Deane (né vers 1440 – 1503) est le 48e Archevêque de Cantorbéry depuis Lanfranc et la conquête normande de l'Angleterre.

## Biographie
Son nom apparaît dans les sources pour la première fois à la date de 1457, comme l’un des chanoines de Llanthony près Gloucester. En 1473 puis à nouveau en 1488, il est cité parmi les locataires du Collège d'Exeter, d’où l’on croit pouvoir en déduire qu’il fut étudiant de l’université.
Il fut admis à l’association de Lincoln's Inn en 1489, ce qui suggère qu’il connaissait la common law. Le 13 septembre 1494, il fut nommé Lord Chancelier d'Irlande subordonné à Edward Poynings, avec prérogative de prononcer le discours d'ouverture au Parlement Drogheda en décembre 1494. Lorsqu’on rappela Poynings aux affaires en janvier 1496, Deane fut choisi pour lui succéder au poste de gouverneur délégué, mais ses relations tendues avec le clergé local provoquèrent son rappel en août de la même année.
Le 13 avril 1494, il était nommé évêque de Bangor (consécration confirmée par le pape en juillet 1495). À ce poste, il se consacra à rétablissement des finances du diocèse, ruiné depuis la rébellion d’Owain Glyndŵr. Le 7 décembre 1499, Henri VII le mit à la tête du diocèse plus prestigieux de Salisbury, nomination confirmée par le pape le 8 janvier 1500.
La mort du Grand Chancelier d'Angleterre, l’archevêque John Morton, le 13 octobre 1500, entraîna la nomination de Deane au poste de Lord Keeper of the Great Seal (en), qu'il conserva jusqu'au 27 juillet 1502. Thomas Langton, évêque de Winchester, avait été élu pour succéder à Morton en tant qu'archevêque de Cantorbéry, mais sa mort prématurée, le 27 janvier 1501, entraîna là encore l'élection de Deane le 26 avril suivant : il était le premier moine à obtenir cette charge depuis 135 ans, et sera d'ailleurs le dernier.
En tant qu’archevêque, son grand succès aura été la négociation du traité de Paix perpétuelle (signé en janvier 1502) entre l’Angleterre et l’Écosse, qui stipulait notamment le mariage de Marguerite Tudor, fille d’Henri VII, avec Jacques IV d'Écosse. Il a également officié au mariage du Prince de Galles Arthur avec Catherine d'Aragon, assisté de 19 évêques, le 14 novembre 1501.
Deane mourut le 15 février 1503, et fut inhumé à Cantorbéry le 24 février. L'un de ses exécuteurs testamentaires fut Reginald Bray. Elrington Ball dit de lui qu'il fut l'un des plus éminents hommes d'état de son temps